# Papas fritas cubiertas de chocolate

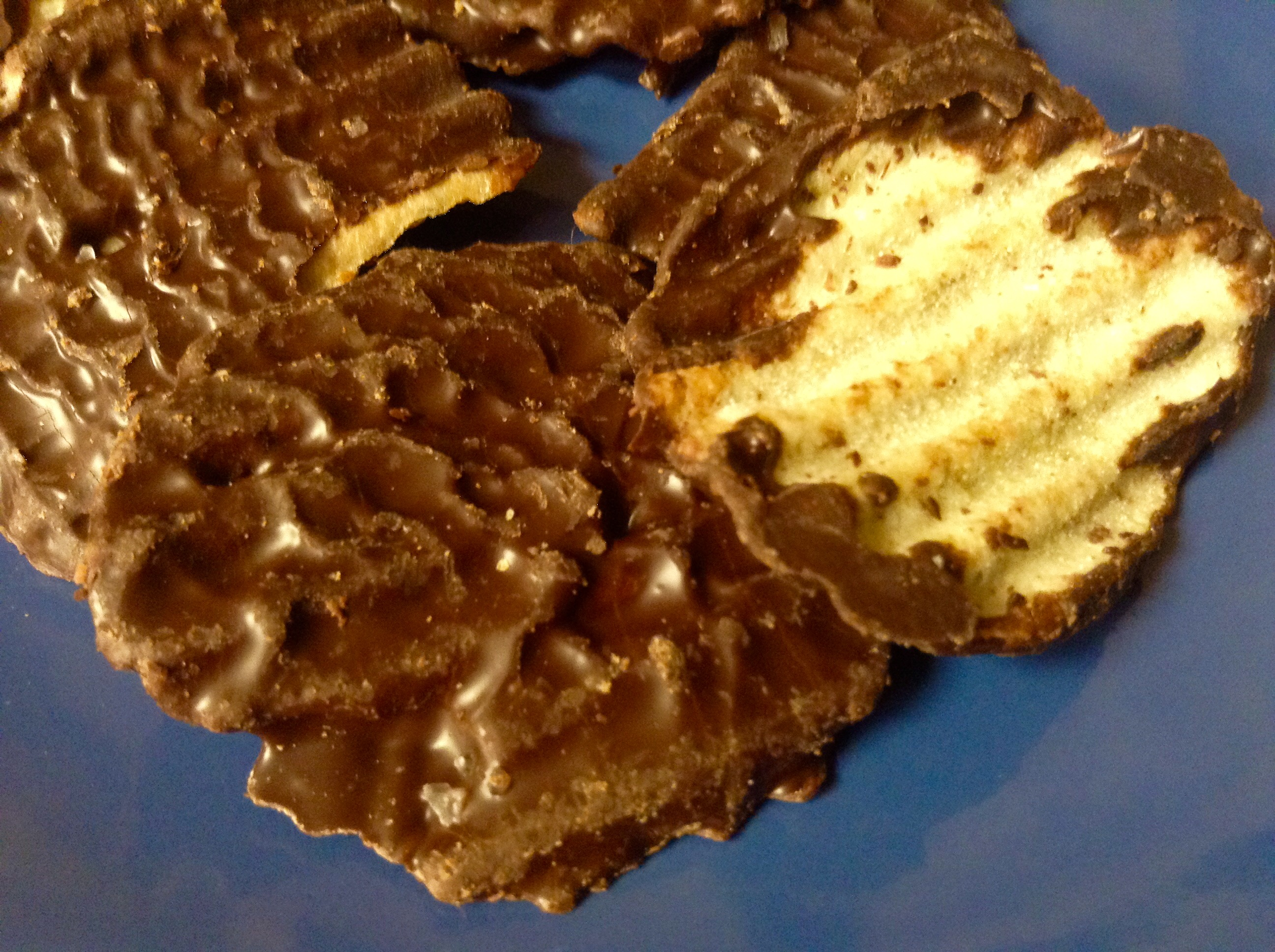
Chips con chocolate de Lays

Las papas fritas cubiertas de chocolate (en inglés: chocolate covered potato chips) son un aperitivo o snack estadounidense que combina dulce y salado. Consiste en patatas o papitas fritas (chips) sumergidas en chocolate negro fundido o cacao. Son utilizadas para picar como las papas fritas, y también se sirven en fiestas o reuniones como aperitivos y postres, especialmente en Dakota del Norte, donde son conocidas como chippers, así como en otros estados del Medio Oeste e incluso Nueva York y otros estados.

## Historia
Se desconoce con precisión el origen de este producto, y varias compañías se adjudican su creación. Por ejemplo, la dulcería Widman's Candy, fundada en 1885 en Fargo, Dakota del Norte, tiene una larga historia con el producto, y también produce otros snacks bañados en chocolate, como frutos secos o nubes. Estos snacks salado-dulces se combinan también con miel, ya que Dakota es la región estadounidense que más produce miel de abeja.
Entraron en Chicago en el mercado en 1985 mediante una compañía llamada Executive Sweets.[cita requerida] La receta fue reinventada por un chef y popularizada en la alta cocina como chips au chocolat.

## Preparación
En primer lugar, se fríen las papas o patatas, que por lo general tienen un corte con surcos en la superficie. El tipo de chocolate utilizado por lo general es chocolate con leche que es fácilmente templado para recubrimiento de otros alimentos. El templado del chocolate es para básicamente derretir los trozos de chocolate en una forma líquida con el fin de crear una capa para lo que será el chocolate utilizado para cubrirlo. Las papas fritas cubiertas de chocolate pueden ser encontradas en la sección gourmet en las tiendas de comestibles o en tiendas especializadas en alimentos raros.